# Wojna czterdziestoletnia
Wojna czterdziestoletnia (birm. အနှစ်လေးဆယ်စစ် /a̰n̥iʔléisʰè siʔ/; 1385–1424; także Wojna Ava-Pegu albo Wojna mońsko-birmańska) – konflikt zbrojny pomiędzy birmańskojęzycznym Królestwem Ava a mońskojęzycznym Królestwem Hanthawaddy. Wojna toczona była w dwóch oddzielnych turach: od 1385 do 1391 oraz od 1404 do 1424, przerywanych przez dwa rozejmy w latach 1391–1404 oraz 1406–1407. Działania wojenne miały miejsce głównie na terenie dzisiejszej Dolnej Birmy, a także w Górnej Birmie oraz współczesnych stanach Szan i Arakan. Wojna zakończyła się patem, ocalając niepodległość Hanthawaddy i skutecznie niwecząc wysiłki Ava zmierzające do odbudowy niegdysiejszego Imperium Paganu.

## Przebieg wojny

### Pierwsza połowa
W pierwszej fazie wojny król Ava Swasawke rozpoczął działania wojenne od najazdu na Pegu w czasie, gdy w królestwie Hathawaddy toczyły się walki o sukcesję tronu. Wojna rozpoczęła się między rokiem 1384 a 1386. Nowy, młody król Pegu – Razadarit – wspomagany przez utalentowanych generałów Lagun Eina i Emuntayę odparł liczne najazdy Ava. W roku 1391 królestwo Ava musiało przystać na propozycję rozejmu, który utrzymywał się do roku 1404.

### Druga połowa
Druga połowa wojny została zainicjowana przez Pegu. Aby wykorzystać trwający w Ava dynastyczny kryzys związany z sukcesją tronu, Razadarit w 1404 pełnymi siłami, wraz z dużą flotą, najechał Górną Birmę. Ava zdołało się obronić w związku z czym Razadarit i Minkhaung I zawarli kolejny rozejm w roku 1406. Rozejm ten trwał krócej niż rok, gdyż władca Ava szybko rozpoczął gwałtowną ekspansję pochłaniając szańskie państwa Kale i Mohnyin na północy oraz arakańskie królestwo Launggyet na zachodzie jeszcze w tym samym roku. Pegu nie mogło pozwolić aby Ava zbytnio urosło w siłę i wznowiło działania wojenne. W roku 1407 siły królestwa Hanthawaddy wyparły żołnierzy Ava z Arakanu. Pegu znalazło także sojusznika w szańskim państwie Theinni (Hsenwi), które również pragnęło ukrócenia ambicji władców Ava.
Pomiędzy rokiem 1407 a 1413, siły Ava zmuszone były do walki na wielu frontach: z Theinni na północy oraz z Pegu na południu i na zachodzie (Arakan). Niemniej jednak około roku 1413 dowodzone przez księcia koronnego Minyekyawswę armie Ava zaczęły zyskiwać przewagę. Minyekyawswa pokonał Theinni i jego chińskich sojuszników w roku 1413. W 1414 najechał on pełnymi siłami tereny królestwa Hanthawaddy, a w 1415 podbił deltę Irawadi, zmuszając Razadarita do ucieczki z Pegu do Martabanu. Jednak w marcu 1417 Minyekyawswa poległ w bitwie.

### Zakończenie
Po śmierci Minyekyawswy obydwie strony konfliktu straciły zapał do prowadzenia wojny. Przeprowadzono jedynie jeszcze dwie kampanie (1417–1418 i 1423–1424). W latach 1421–1422 umarli dwaj zapiekli wrogowie – Minkhaung I i Razadarit. Ostatnia kampania wojny została stoczona w listopadzie 1423, kiedy nowy król Ava – Thihathu – najechał ziemie Hanthawaddy w czasie wewnętrznych walk o sukcesję tronu. Książę koronny Pegu – Binnya Ran I – zawarł pokój z Ava wydając swoją starszą siostrę Shin Sawbu za Thihathu. Siły Ava wycofały się na początku roku 1424 kończąc w ten sposób trwającą cztery dekady wojnę.